# Хмаровка (Омская область)
Хмаровка — деревня в Полтавском районе Омской области России. Входит в состав Красногорского сельского поселения.

## История
Основана в 1913 году. В 1928 году посёлок Хмаринский состоял из 18 хозяйств, основное население — украинцы. В административном отношении — в составе Шаровского сельсовета Полтавского района Омского округа Сибирского края.

## Население
| 1926 | 2010 |
| ---- | ---- |
| 98   | ↗228 |

## Улицы
- ул. Дорожная,
- ул. Молодёжная,
- ул. Хуторская,
- ул. Центральная,
- пер. Школьный.